# Port lotniczy Lwaingkaw
Port lotniczy Lwaingkaw (IATA: LIW, ICAO: VYLK) – port lotniczy położony w Lwaingkaw, w stanie Kaja, w Birmie.